# Lista obcokrajowców Dynama Kijów
Lista obcokrajowców grających w ukraińskim klubie piłkarskim Dynamo Kijów.
Poniższa lista zawiera nazwiska graczy z obywatelstwem nie ukraińskim (wcześniej radzieckim), którzy podpisali kontrakt w klubem Dynamo Kijów.

## Europa

### Armenia
| Imię i nazwisko   | Pozycja | Lata w klubie | Mecze | Bramki | Przyszedł z... | Odszedł do... | Uwagi                 |
| ----------------- | ------- | ------------- | ----- | ------ | -------------- | ------------- | --------------------- |
| Jerwand Sukiasjan | obrońca | 1991–1993     | 8     | 2      | Ararat Erywań  | FK Boryspol   | Do 1991 obywatel ZSRR |

### Azerbejdżan
| Imię i nazwisko  | Pozycja  | Lata w klubie | Mecze | Bramki | Przyszedł z... | Odszedł do... | Uwagi                 |
| ---------------- | -------- | ------------- | ----- | ------ | -------------- | ------------- | --------------------- |
| Aleksandr Jidkov | bramkarz | 1988–1992     | 22    | -22    | Neftçi PFK     | Nywa Winnica  | Do 1991 obywatel ZSRR |

### Białoruś
| Imię i nazwisko       | Pozycja   | Lata w klubie | Mecze | Bramki | Przyszedł z...  | Odszedł do...          | Uwagi                |
| --------------------- | --------- | ------------- | ----- | ------ | --------------- | ---------------------- | -------------------- |
| Walancin Bialkiewicz  | pomocnik  | 1996–2007     | 224   | 51     | Dynama Mińsk    | İnter Baku             |                      |
| Alaksandr Chackiewicz | obrońca   | 1996–2004     | 214   | 38     | Dynama Mińsk    | Tianjin Teda           |                      |
| Uładzimir Makouski    | napastnik | 1997–1999     | 14    | 4      | Dynama Mińsk    | İnter Baku             | Horodeja Mińsk       |
| Siarhiej Karnilenka   | napastnik | 2004          | 8     | 2      | Dynama Mińsk    | Dnipro Dniepropetrowsk | Rubin Kazań          |
| Michaił Makouski      | pomocnik  | 1998–1999     | 2     | 0      | Dynama Mińsk    | İnter Baku             | Horodeja Mińsk       |
| Andrej Warankou       | napastnik | 2007–         | 0     | 0      | SDJuSzOR Mozyrz |                        | → Krywbas Krzywy Róg |

### Bułgaria
| Imię i nazwisko  | Pozycja   | Lata w klubie | Mecze | Bramki | Przyszedł z...  | Odszedł do...  | Uwagi             |
| ---------------- | --------- | ------------- | ----- | ------ | --------------- | -------------- | ----------------- |
| Georgi Peew      | pomocnik  | 2001–2006     | 85    | 8      | Lokomotiw Sofia | Rubin Kazań    | Rubin Kazań       |
| Atanas Czipiłow  | napastnik | 2005–         | 0     | 0      | Lewski Sofia    |                | → PFK Montana     |
| Iwan Korbankolew | napastnik | 2004          | 0     | 0      | Akademik Sofia  | Akademik Sofia | Jełedżik Ichtiman |

### Chorwacja
| Imię i nazwisko  | Pozycja   | Lata w klubie | Mecze | Bramki | Przyszedł z... | Odszedł do...         | Uwagi            |
| ---------------- | --------- | ------------- | ----- | ------ | -------------- | --------------------- | ---------------- |
| Ognjen Vukojević | pomocnik  | 2008–         | 74    | 6      | Dinamo Zagrzeb |                       |                  |
| Jerko Leko       | pomocnik  | 2002–2006     | 62    | 7      | Dinamo Zagrzeb | AS Monaco             | Bucaspor         |
| Goran Sablić     | obrońca   | 2002–2010     | 52    | 2      | Hajduk Split   |                       | Wolny agent      |
| Tomislav Bušić   | napastnik | 2007–2008     | 0     | 0      | Hajduk Split   | Wrócił z wypożyczenia | NK Slaven Belupo |
| Denis Glavina    | napastnik | 2004–2008     | 0     | 0      | Dinamo Zagrzeb | Worskła Połtawa       | Arka Gdynia      |

### Finlandia
| Imię i nazwisko | Pozycja  | Lata w klubie | Mecze | Bramki | Przyszedł z... | Odszedł do... | Uwagi |
| --------------- | -------- | ------------- | ----- | ------ | -------------- | ------------- | ----- |
| Roman Eremenko  | pomocnik | 2008–         | 62    | 4      | Udinese Calcio |               |       |

### Francja
| Imię i nazwisko     | Pozycja  | Lata w klubie | Mecze | Bramki | Przyszedł z...   | Odszedł do...       | Uwagi               |
| ------------------- | -------- | ------------- | ----- | ------ | ---------------- | ------------------- | ------------------- |
| Chahir Belghazouani | pomocnik | 2007–         | 0     | 0      | Grenoble Foot 38 |                     |                     |
| Marc Fachan         | obrońca  | 2009          | 0     | 0      | AJ Auxerre       | Gimnàstic Tarragona | Gimnàstic Tarragona |

### Gruzja
| Imię i nazwisko          | Pozycja   | Lata w klubie | Mecze | Bramki | Przyszedł z...      | Odszedł do...         | Uwagi                |
| ------------------------ | --------- | ------------- | ----- | ------ | ------------------- | --------------------- | -------------------- |
| Kacha Kaladze            | obrońca   | 1998–2001     | 72    | 6      | Dinamo Tbilisi      | A.C. Milan            | Genoa CFC            |
| Giorgi Demetradze        | napastnik | 2000          | 26    | 15     | Ałanija Władykaukaz | Real Sociedad         | Spartaki Cchinwali   |
| Micheil Dżiszkariani     | napastnik | 1994          | 21    | 4      | Wormatia Worms      | CSKA-Borysfen Kijów   |                      |
| Malchaz Asatiani         | obrońca   | 2008–2009     | 11    | 0      | Lokomotiw Moskwa    | Wrócił z wypożyczenia | Lokomotiw Moskwa     |
| Otar Marcwaladze         | napastnik | 2005–2008     | 6     | 0      | WIT Georgia Tbilisi | Anży Machaczkała      | Wołga Niżny Nowogród |
| Kachaber Aladaszwili     | obrońca   | 2006–2008     | 2     | 0      | Dinamo Tbilisi      | Anży Machaczkała      | SK Zestaponi         |
| Dawit Imedaszwili        | obrońca   | 2006–2009     | 2     | 0      | WIT Georgia Tbilisi | Olimpi Rustawi        | Olimpi Rustawi       |
| Aleksandre Amisulaszwili | obrońca   | 2004–2005     | 0     | 0      | Dinamo Tbilisi      | Dinamo Tbilisi        | Kayserispor          |
| Irakli Kortua            | obrońca   | 2005–2006     | 0     | 0      | Gagra Tbilisi       | Blāzma Rēzekne        | Gagra Tbilisi        |
| Lasza Totadze            | obrońca   | 2008–2009     | 0     | 0      | Gagra Tbilisi       | Győri ETO FC          | Győri ETO FC         |

### Litwa
| Imię i nazwisko        | Pozycja  | Lata w klubie | Mecze | Bramki | Przyszedł z...        | Odszedł do...      | Uwagi         |
| ---------------------- | -------- | ------------- | ----- | ------ | --------------------- | ------------------ | ------------- |
| Valdemaras Martinkėnas | bramkarz | 1991–1994     | 24    | -16    | Žalgiris Wilno        | FC Wil             |               |
| Igoris Pankratjevas    | pomocnik | 1992          | 9     | 2      | Lietuvos Makabi Wilno | Nywa Mironówka     |               |
| Gintaras Kvitkauskas   | pomocnik | 1992          | 6     | 0      | Paxtakor Taszkent     | Weres Równe        |               |
| Edgaras Česnauskis     | pomocnik | 2003–2005     | 5     | 0      | Ekranas Poniewież     | Saturn Ramienskoje | Dinamo Moskwa |

### Łotwa
| Imię i nazwisko    | Pozycja   | Lata w klubie | Mecze | Bramki | Przyszedł z... | Odszedł do... | Uwagi           |
| ------------------ | --------- | ------------- | ----- | ------ | -------------- | ------------- | --------------- |
| Māris Verpakovskis | napastnik | 2003–         | 49    | 11     | Skonto Ryga    |               | → PAE Ergotelis |

### Macedonia Północna
| Imię i nazwisko | Pozycja | Lata w klubie | Mecze | Bramki | Przyszedł z... | Odszedł do... | Uwagi |
| --------------- | ------- | ------------- | ----- | ------ | -------------- | ------------- | ----- |
| Goran Popow     | obrońca | 2010–         | 7     | 0      | SC Heerenveen  |               |       |

### Mołdawia
| Imię i nazwisko   | Pozycja  | Lata w klubie | Mecze | Bramki | Przyszedł z...          | Odszedł do...  | Uwagi            |
| ----------------- | -------- | ------------- | ----- | ------ | ----------------------- | -------------- | ---------------- |
| Daniel Pisla      | pomocnik | 2005          | 0     | 0      | Unisport-Auto Kiszyniów | FC Vaslui      | Mughan Salyan    |
| Adrian Sosnovschi | obrońca  | 1997–1998     | 0     | 0      | Zimbru Kiszyniów        | Spartak Moskwa | Milsami Orgiejów |

### Polska
| Imię i nazwisko | Pozycja   | Lata w klubie | Mecze | Bramki | Przyszedł z...    | Odszedł do... | Uwagi                                      |
| --------------- | --------- | ------------- | ----- | ------ | ----------------- | ------------- | ------------------------------------------ |
| Michał Matyas   | napastnik | 1940–1941     | 6     | 2      | Naftowyk Borysław | Polonia Bytom | W latach 1939–1945 był w okupowanym Lwowie |

### Rosja
| Imię i nazwisko        | Pozycja   | Lata w klubie | Mecze | Bramki | Przyszedł z...                | Odszedł do...     | Uwagi              |
| ---------------------- | --------- | ------------- | ----- | ------ | ----------------------------- | ----------------- | ------------------ |
| Aleksiej Gierasimienko | napastnik | 1997–2001     | 51    | 3      | Rostsielmasz Rostów nad Donem | Szynnik Jarosławl |                    |
| Maksim Diemienko       | pomocnik  | 1994          | 13    | 0      | Kubań Krasnodar               | Łada Togliatti    | Żemczużyna Soczi   |
| Ramiz Mamiedow         | obrońca   | 1999–2000     | 13    | 0      | Krylja Sowietow Samara        | Lokomotiw Moskwa  |                    |
| Władimir Kuźmiczow     | napastnik | 2000–2001     | 11    | 2      | Czernomoriec Noworosyjsk      | CSKA Moskwa       | Saturn Ramienskoje |
| Andriej Jeszczenko     | obrońca   | 2006–         | 11    | 1      | FK Chimki                     |                   | → Arsenał Kijów    |
| Walerij Jesipow        | napastnik | 1992          | 6     | 0      | Fakieł Woroneż                | Rotor Wołgograd   |                    |
| Aleksandr Filimonow    | bramkarz  | 2001          | 4     | -1     | Spartak Moskwa                | Urałan Elista     | Lokomotiv Taszkent |
| Ałłan Dugblej          | pomocnik  | 2004          | 0     | 0      | FK Iżewsk                     | Priesnia Moskwa   |                    |
| Aleksandr Sonin        | napastnik | 2003          | 0     | 0      | Spartak Moskwa                | Arsenał Kijów     |                    |

### Rumunia
| Imię i nazwisko | Pozycja  | Lata w klubie | Mecze | Bramki | Przyszedł z...      | Odszedł do...                | Uwagi                        |
| --------------- | -------- | ------------- | ----- | ------ | ------------------- | ---------------------------- | ---------------------------- |
| Tiberiu Ghioane | obrońca  | 2001–         | 167   | 32     | Rapid Bukareszt     |                              |                              |
| Florin Cernat   | pomocnik | 2001–2009     | 130   | 28     | FC Dinamo Bukareszt | Hajduk Split                 | Karabükspor                  |
| Cristian Irimia | obrońca  | 2004–2007     | 4     | 0      | FC Dinamo Bukareszt | Sportul Studențesc Bukareszt | Sportul Studențesc Bukareszt |

### Serbia
| Imię i nazwisko   | Pozycja   | Lata w klubie | Mecze | Bramki | Przyszedł z...       | Odszedł do...             | Uwagi                     |
| ----------------- | --------- | ------------- | ----- | ------ | -------------------- | ------------------------- | ------------------------- |
| Goran Gavrančić   | obrońca   | 2001–2008     | 136   | 22     | FK Čukarički Stankom | Partizan Belgrad          |                           |
| Miloš Ninković    | pomocnik  | 2004–         | 85    | 12     | FK Čukarički Stankom |                           |                           |
| Marjan Marković   | obrońca   | 2005–2008     | 37    | 2      | FK Crvena zvezda     | FK Crvena zvezda          | Istra 1961                |
| Perica Ognjenović | napastnik | 2003–2004     | 2     | 0      | Dalian Shide         | Angers SCO                | FK Jagodina               |
| Igor Petković     | obrońca   | 2002–2008     | 1     | 0      | FK Mladost Apatin    | FK Srem Sremska Mitrovica | FK Srem Sremska Mitrovica |
| Zoran Kulić       | pomocnik  | 2001          | 0     | 0      | FK Mladost Lučani    | FK Mladost Lučani         | FK Banat Zrenjanin        |

### Słowacja
| Imię i nazwisko | Pozycja  | Lata w klubie | Mecze | Bramki | Przyszedł z...    | Odszedł do... | Uwagi       |
| --------------- | -------- | ------------- | ----- | ------ | ----------------- | ------------- | ----------- |
| Tomáš Bruško    | pomocnik | 2002–2005     | 0     | 0      | Kerametal Dubnica | MFK Dubnica   | MFK Dubnica |

### Węgry
| Imię i nazwisko | Pozycja   | Lata w klubie | Mecze | Bramki | Przyszedł z...        | Odszedł do... | Uwagi         |
| --------------- | --------- | ------------- | ----- | ------ | --------------------- | ------------- | ------------- |
| László Bodnár   | obrońca   | 2000–2004     | 51    | 3      | Debreceni VSC         | Roda JC       | Wolny agent   |
| Balázs Farkas   | napastnik | 2005–2010     | 5     | 0      | Nyíregyháza Spartacus | Debreceni VSC | Debreceni VSC |

## Azja

### Kuwejt
| Imię i nazwisko | Pozycja  | Lata w klubie | Mecze | Bramki | Przyszedł z...       | Odszedł do...        | Uwagi |
| --------------- | -------- | ------------- | ----- | ------ | -------------------- | -------------------- | ----- |
| Naser Al-Sohi   | pomocnik | 1995          | 1     | 0      | Al-Tadamon Farwaniya | Al-Tadamon Farwaniya |       |

### Uzbekistan
| Imię i nazwisko    | Pozycja   | Lata w klubie | Mecze | Bramki | Przyszedł z...      | Odszedł do...         | Uwagi              |
| ------------------ | --------- | ------------- | ----- | ------ | ------------------- | --------------------- | ------------------ |
| Maksim Shatskix    | napastnik | 1999–2009     | 215   | 97     | Baltika Kaliningrad | Łokomotiw Astana      | Arsenał Kijów      |
| Kamoliddin Murzoev | napastnik | 2007          | 0     | 0      | Mash’al Muborak     | Wrócił z wypożyczenia | Bunyodkor Taszkent |

## Afryka

### Gwinea
| Imię i nazwisko | Pozycja | Lata w klubie | Mecze | Bramki | Przyszedł z... | Odszedł do... | Uwagi      |
| --------------- | ------- | ------------- | ----- | ------ | -------------- | ------------- | ---------- |
| Ismaël Bangoura | obrońca | 2007–2009     | 46    | 28     | UC Le Mans     | Stade Rennais | Al-Nasr SC |

### Maroko
| Imię i nazwisko   | Pozycja  | Lata w klubie | Mecze | Bramki | Przyszedł z...      | Odszedł do...         | Uwagi           |
| ----------------- | -------- | ------------- | ----- | ------ | ------------------- | --------------------- | --------------- |
| Badr El Kaddouri  | obrońca  | 2002–         | 116   | 4      | Wydad Casablanca    |                       |                 |
| Tarik El Jarmouni | bramkarz | 2003          | 0     | 0      | Wydad Casablanca    | FAR Rabat             | Raja Casablanca |
| Hicham Mahdoufi   | pomocnik | 2007–2008     | 0     | 0      | Olympique Khouribga | Wrócił z wypożyczenia | Raja Casablanca |

### Nigeria
| Imię i nazwisko  | Pozycja   | Lata w klubie | Mecze | Bramki | Przyszedł z...               | Odszedł do...   | Uwagi              |
| ---------------- | --------- | ------------- | ----- | ------ | ---------------------------- | --------------- | ------------------ |
| Ayila Yussuf     | pomocnik  | 2003–         | 99    | 10     | Union Bank FC                |                 |                    |
| Lucky Idahor     | napastnik | 2000–2003     | 27    | 5      | Iwuanyanwu Nationale         | Worskła Połtawa | Tawrija Symferopol |
| Frank Temile     | napastnik | 2008–         | 1     | 0      | Valletta FC                  |                 |                    |
| Emmanuel Okoduwa | napastnik | 2008–2010     | 0     | 0      | Germinal Beerschot Antwerpia |                 | Wolny agent        |
| Harrison Omoko   | obrońca   | 2000–2003     | 0     | 0      | Plateau United               | Worskła Połtawa | Wołyń Łuck         |

### Senegal
| Imię i nazwisko | Pozycja   | Lata w klubie | Mecze | Bramki | Przyszedł z...   | Odszedł do...         | Uwagi            |
| --------------- | --------- | ------------- | ----- | ------ | ---------------- | --------------------- | ---------------- |
| Pape Diakhaté   | obrońca   | 2007–         | 31    | 1      | AS Nancy         |                       | → Olympique Lyon |
| Demba Toure     | napastnik | 2007          | 4     | 0      | Grasshopper Club | Wrócił z wypożyczenia | Stade de Reims   |

## Ameryka Południowa

### Argentyna
| Imię i nazwisko   | Pozycja   | Lata w klubie | Mecze | Bramki | Przyszedł z...  | Odszedł do...   | Uwagi         |
| ----------------- | --------- | ------------- | ----- | ------ | --------------- | --------------- | ------------- |
| Facundo Bertoglio | pomocnik  | 2010–         | 4     | 0      | CA Colón        |                 |               |
| Roberto Nanni     | napastnik | 2003–2007     | 1     | 1      | Vélez Sársfield | Vélez Sársfield | Cerro Porteño |

### Boliwia
| Imię i nazwisko      | Pozycja  | Lata w klubie | Mecze | Bramki | Przyszedł z... | Odszedł do... | Uwagi |
| -------------------- | -------- | ------------- | ----- | ------ | -------------- | ------------- | ----- |
| Diego Orlando Suárez | pomocnik | 2007–         | 0     | 0      | Club Blooming  |               |       |

### Brazylia
| Imię i nazwisko | Pozycja   | Lata w klubie | Mecze | Bramki | Przyszedł z...   | Odszedł do...    | Uwagi                |
| --------------- | --------- | ------------- | ----- | ------ | ---------------- | ---------------- | -------------------- |
| Diogo Rincón    | pomocnik  | 2002–2009     | 129   | 46     | SC Internacional | AO Kavala        | AO Kavala            |
| Kléber          | napastnik | 2004–2008     | 74    | 28     | São Paulo        | Cruzeiro EC      | SE Palmeiras         |
| Carlos Corrêa   | pomocnik  | 2006–         | 63    | 10     | SE Palmeiras     |                  | → CR Flamengo        |
| Betão           | obrońca   | 2008–         | 62    | 0      | Santos FC        |                  |                      |
| Rodolfo         | obrońca   | 2004–2006     | 56    | 7      | Fluminense FC    | Lokomotiw Moskwa | Lokomotiw Moskwa     |
| Rodrigo         | obrońca   | 2005–         | 44    | 7      | São Paulo        |                  | → SC Internacional   |
| Leandro Almeida | obrońca   | 2009–         | 35    | 2      | Atlético Mineiro |                  |                      |
| Danilo Silva    | obrońca   | 2010–         | 29    | 2      | SC Internacional |                  |                      |
| Gérson Magrão   | pomocnik  | 2010–         | 27    | 3      | Cruzeiro EC      |                  |                      |
| Guilherme       | napastnik | 2009–         | 10    | 5      | Cruzeiro EC      |                  |                      |
| Michael         | pomocnik  | 2007–         | 8     | 3      | SE Palmeiras     |                  | → CR Flamengo        |
| Leandro         | napastnik | 2002          | 5     | 2      | Grêmio           | CD Santa Clara   |                      |
| Alessandro      | obrońca   | 2003–2007     | 4     | 1      | CR Flamengo      | Santos FC        | Corinthians Paulista |
| André           | napastnik | 2010–         | 3     | 0      | Santos FC        |                  |                      |

### Kolumbia
| Imię i nazwisko   | Pozycja   | Lata w klubie | Mecze | Bramki | Przyszedł z... | Odszedł do...         | Uwagi              |
| ----------------- | --------- | ------------- | ----- | ------ | -------------- | --------------------- | ------------------ |
| José Moreno       | napastnik | 2006          | 0     | 0      | América Cali   | Wrócił z wypożyczenia | → Steaua Bukareszt |
| Harrison Otálvaro | pomocnik  | 2006          | 0     | 0      | América Cali   | Wrócił z wypożyczenia | CA Huracán         |

Uwaga: czcionką pogrubioną oznaczone piłkarze które nadal są zawodnikami Dynama.